# Pancovia
Genre
Pancovia est un genre de plantes de la famille des Sapindaceae.

## Liste d'espèces
Selon Catalogue of Life (24 septembre 2017) :
- Pancovia bijuga Willd.
- Pancovia floribunda Pellegr.
- Pancovia golungensis (Hiern) Exell & Mendonca
- Pancovia harmsiana Gilg
- Pancovia hildebrandtii Gilg
- Pancovia holtzii Gilg ex Radlk.
- Pancovia laurentii (De Wild.) Gilg ex De Wild.
- Pancovia le-testui Pellegr.
- Pancovia lubiniana Belesi
- Pancovia polyantha Gilg ex Engl.
- Pancovia sessiliflora Hutchinson & Dalziel
- Pancovia subcuneata Radlk.
- Pancovia thyrsiflora Gilg ex Radlk.
- Pancovia turbinata Radlk.

Selon NCBI (24 septembre 2017) :
- Pancovia golungensis
- Pancovia laurentii
- Pancovia turbinata

Selon The Plant List (24 septembre 2017) :
- Pancovia bijuga Willd.
- Pancovia circinata (Brid.) Pire
- Pancovia crassinervia (Taylor) Pire
- Pancovia denticulata (Hedw.) J. Kickx f.
- Pancovia depressa (Brid.) Pire
- Pancovia floribunda Pellegr.
- Pancovia golungensis (Hiern) Exell & Mendonça
- Pancovia harmsiana Gilg
- Pancovia hildebrandtii Gilg
- Pancovia holtzii Gilg ex Radlk.
- Pancovia laurentii (De Wild.) Gilg ex De Wild.
- Pancovia pedicellaris Radlk. & Gilg
- Pancovia plumosa (Hedw.) Pire
- Pancovia polyantha Gilg ex Engl.
- Pancovia populea (Hedw.) Pire
- Pancovia pumila (Wilson) Pire
- Pancovia rivularis (Schimp.) Pire
- Pancovia rotundifolia (Scop. ex Brid.) Pire
- Pancovia rutabula (Hedw.) J. Kickx f.
- Pancovia salebrosa (Hoffm. ex F. Weber & D. Mohr) Pire
- Pancovia sessiliflora Hutch. & Dalziel
- Pancovia strigosa (Hoffm. ex F. Weber & D. Mohr) Pire
- Pancovia subcuneata Radlk.
- Pancovia tenella (Dicks.) Pire
- Pancovia turbinata Radlk.

Selon Tropicos (24 septembre 2017) (Attention liste brute contenant possiblement des synonymes) :
- Pancovia albicans (Hedw.) J. Kickx f.
- Pancovia angustifolia Radlk.
- Pancovia bijuga Willd.
- Pancovia circinata (Brid.) Pire
- Pancovia conferta (Dicks.) J. Kickx f.
- Pancovia crassinervia (Taylor ex Wilson) Pire
- Pancovia delavayi Franch.
- Pancovia denticulata (Hedw.) J. Kickx f.
- Pancovia depressa (Brid.) Pire
- Pancovia floribunda Pellegr.
- Pancovia glareosa (Bruch ex Spruce) J. Kickx f.
- Pancovia golungensis (Hiern) Exell & Mendonça
- Pancovia harmsiana Gilg
- Pancovia hildebrandtii Gilg
- Pancovia holtzii Gilg ex Radlk.
- Pancovia laurentii (De Wild.) Gilg ex De Wild.
- Pancovia letestui Pellegr.
- Pancovia lubiniana Belesi
- Pancovia lujae De Wild.
- Pancovia macrophylla Gilg
- Pancovia mortehanii De Wild.
- Pancovia muralis (Hedw.) J. Kickx f.
- Pancovia myosuroides (Brid.) J. Kickx f.
- Pancovia pedicellaris Radlk. & Gilg
- Pancovia pilifera (Hedw.) J. Kickx f.
- Pancovia plumosa (Hedw.) Pire
- Pancovia polyantha Gilg ex Engl.
- Pancovia populea (Hedw.) Pire
- Pancovia praelonga (Hedw.) J. Kickx f.
- Pancovia pumila (Wilson) Pire
- Pancovia rivularis (Schimp.) Pire
- Pancovia rotundifolia (Scop. ex Brid.) Pire
- Pancovia rutabula (Hedw.) J. Kickx f.
- Pancovia salebrosa (Hoffm. ex F. Weber & D. Mohr) Pire
- Pancovia sessiliflora Hutch. & Dalziel
- Pancovia stokesii (Turner) J. Kickx f.
- Pancovia striata (Schreb. ex Hedw.) J. Kickx f.
- Pancovia strigosa (Hoffm. ex F. Weber & D. Mohr) Pire
- Pancovia subcuneata Radlk.
- Pancovia tenella (Dicks.) Pire
- Pancovia tomentosa (Kurz) Kurz
- Pancovia turbinata Radlk.
- Pancovia undulata (Hedw.) J. Kickx f.
- Pancovia velutina (Hedw.) J. Kickx f.